# Emma Kremer
Emma Kremer (* 28. Juli 2000 in Luxemburg) ist eine luxemburgische Fußballspielerin. Die A-Nationalspielerin ist seit dem Sommer 2024 für Alemannia Aachen in der Regionalliga West aktiv.

## Karriere

### Verein
Von 2015 bis 2024 war die Abwehrspielerin für den FC Jeunesse Junglinster in der Dames Ligue 1, der höchsten Spielklasse im luxemburgischen Frauenfußball, aktiv, gewann dort jeweils zwei Mal das Double (Meisterschaft und Pokal) und nahm auch an der Qualifikation zur Champions League teil. Im Sommer 2024 folgte dann der Wechsel nach Deutschland zu Alemannia Aachen in die drittklassige Regionalliga West. Dort absolvierte sie in der folgenden Saison 23 Ligaspiele, stieg mit dem Verein aber als Vorletzter in die Verbandsliga Mittelrhein ab.

### Nationalmannschaft
Kremer gab ihr Debüt für die luxemburgischen A-Nationalmannschaft am 3. März 2018 bei der 1:7-Testspielniederlage gegen Marokko in Tanger. Am 4. Juni 2024 schoss sie im EM-Qualifikationsspiel gegen Albanien (1:3) dann auch ihren ersten Treffer für die Auswahl.

## Erfolge
- Luxemburgischer Meister 2016, 2018
- Luxemburgischer Pokalsieger 2016, 2018